# Carta da Jamaica
A Carta da Jamaica é um importante documento escrito por Simón Bolívar em 6 de setembro de 1815, durante seu exílio na cidade de Kingston, na Jamaica.  Endereçada ao comerciante britânico Henry Cullen, a carta constitui um dos textos fundamentais do pensamento político latino-americano e marca um ponto de inflexão na trajetória intelectual e política do Libertador.
O documento foi escrito em um momento crítico para o movimento emancipatório hispano-americano: após a queda da Segunda República da Venezuela e diante da repressão restauradora do Império Espanhol, Bolívar se exila no Caribe. Com a carta, busca convencer a opinião pública britânica a apoiar a causa independentista na América hispânica, dado que o governo da Grã-Bretanha havia optado formalmente pela neutralidade nos conflitos da região.
O manuscrito original da carta foi encontrado em um arquivo histórico do Equador em 2015.

### Conteúdo e temas principais
Na Carta da Jamaica, Bolívar realiza uma análise histórica, política e demográfica da situação das colônias da Espanha na América, tecendo críticas severas ao domínio metropolitano espanhol. Bolívar denuncia as injustiças do domínio colonial, critica o sistema de exclusão imposto aos americanos nas estruturas de poder e destaca as dificuldades internas do movimento revolucionário, como o fracionamento político e a resistência das elites locais.
Uma das características do documento é a abordagem geográfica e etnográfica sobre o continente americano. Essa perspectiva foi fortemente influenciada pelos trabalhos do naturalista Alexander von Humboldt, com quem Bolívar travou contato em Paris no ano de 1804. A partir desse referencial, ele reconhece que a diversidade climática, as dificuldades naturais de comunicação e as diferenças socioeconômicas entre as regiões dificultariam a formação de uma unidade política imediata. Mesmo assim, defende que esses obstáculos deveriam ser superados por meio de instituições comuns e pela construção de uma identidade continental.
No mesmo texto, Bolívar desenvolve a noção da “espécie média”, expressão utilizada para descrever a singular condição dos habitantes da América espanhola, formados pelo cruzamento entre europeus e indígenas, mas também pela presença significativa de populações africanas e de outras origens. Bolívar concebia essa nova identidade como uma síntese forjada nas particularidades da experiência colonial e marcada por um sentimento crescente de pertencimento à América. 
Para diferenciar os criollos dos espanhóis, Bolívar, como faz em outros escritos, retoma os relatos de Bartolomé de Las Casas na Brevísima relación de la destrucción de las Indias (1552), texto em que o frade dominicano condena fortemente a violência empregada pelos espanhóis no processo de colonização da América. Em homenagem ao frade espanhol, Bolívar inclusive sugere, na carta, a fundação de uma nova cidade com o nome de Las Casas.
Outro ponto fundamental da carta é a crítica à falta de apoio internacional à causa americana. Bolívar lamenta a indiferença das grandes potências, sobretudo da Grã-Bretanha, diante da luta pela liberdade nas colônias espanholas, e denuncia a contradição entre os ideais liberais proclamados na Europa e a cumplicidade silenciosa diante da repressão colonial. Essa constatação foi reforçada pela conjuntura internacional daquele ano, marcada pelo Congresso de Viena, que consolidou o projeto restaurador do absolutismo na Europa após a queda de Napoleão. Do mesmo modo, Bolívar expressa frustração com a falta de apoio dos Estados Unidos, o primeiro país a se tornar independente na América, nas demais lutas de independência no continente.

### Ideia de unidade e integração
A defesa da unidade política da América espanhola é outro dos pontos centrais da Carta da Jamaica. Bolívar expressa preocupação com o risco de fragmentação territorial e política, comparando a situação americana à desintegração do Império Romano. Influenciado pelas ideias de integração formuladas por autores como o abade de Saint-Pierre e Jean-Jacques Rousseau, Bolívar propôs a criação de uma confederação de Estados livres, unidos por laços institucionais e por um sentimento comum de pertencimento.
É nesse contexto que surge a célebre proposta de transformar o istmo do Panamá em um centro de articulação diplomática, funcionando como um espaço de deliberação e união das repúblicas independentes. Bolívar retomaria esse ideal na década seguinte com a organização do Congresso do Panamá, realizado em 1826.

### Pensamento liberal e projeto político
A Carta da Jamaica articula um pensamento liberal que orienta a proposta de emancipação hispano-americana. Bolívar defende a unidade continental com base em elementos comuns – como língua, religião e tradições jurídicas –, inspirando-se em modelos europeus. Rejeita o monarquismo e defende o republicanismo (sob forte influência de Simón Rodríguez), mas manifesta desconfiança em relação à democracia ampla e ao federalismo, que poderiam gerar fragmentação política e alimentar o “espírito de partido” e as facções.
Para Bolívar, as jovens repúblicas ainda não estariam preparadas para a democracia liberal nos moldes daquela adotada pelos Estados Unidos. Sua proposta institucional para as novas repúblicas americanas combina uma ordem federativa com forte centralização do poder executivo, sob comando das elites criollas. Ao mesmo tempo, Bolívar destaca a necessidade de uma liderança firme, pessoal e regional, capaz de garantir a estabilidade e a coesão entre as futuras repúblicas.

### Impacto e legado
Embora a Carta da Jamaica não tenha produzido efeitos imediatos no contexto internacional – foi publicada pela primeira vez em inglês na Jamaica Quarterly Journal and Literary Gazette em 1818, e em espanhol somente em 1833 na Colección de documentos relativos a la vida pública del Libertador –, sua importância cresceu com o passar dos anos.
O texto é hoje reconhecido como um marco do pensamento político latino-americano, antecipando debates sobre soberania, integração regional e reconhecimento das identidades mestiças que formariam a base da futura sociedade latino-americana.
Sua influência ecoaria em iniciativas posteriores e na própria formulação de projetos constitucionais concebidos por Bolívar, como a Constituição da Bolívia de 1826. Seu ideal integracionista também dialoga com o pensamento de intelectuais posteriores, como José Carlos Mariátegui e Leopoldo Zea, reforçando a atualidade do projeto de Bolívar diante dos desafios contemporâneos da América Latina.
A Carta da Jamaica também foi um dos documentos escritos por Bolívar que inspiraram a criação do bolivarianismo, pensamento político e ideológico desenvolvido por Hugo Chávez, na Venezuela, entre o final da década de 1990 e início dos anos 2000.